# Pallacanestro alla III Universiade
Il torneo di pallacanestro della III Universiade si è svolto a Porto Alegre, Brasile, nel 1963.
Si è svolto solo il torneo maschile.

## Medagliere
| Posizione | Paese   |   |   |   | Totale |
| --------- | ------- | - | - | - | ------ |
| 1         | Brasile | 1 | 0 | 0 | 1      |
| 2         | Cuba    | 0 | 1 | 0 | 1      |
| 3         | Perù    | 0 | 0 | 1 | 1      |
| Totale    | Totale  | 1 | 1 | 1 | 3      |